# James E. Knirk
James E. Knirk, James Edward Knirk, född 1947 i USA, är en norsk-amerikansk professor emeritus i runologi vid Runearkivet, Universitetet i Oslo.
Knirk föddes i USA men har bott i Skandinavien sedan 1980-talet. Han doktorerade i germanska språk och litteratur vid Yale University, och hans avhandling behandlade sagalitteraturen om norska kungar. 1985 blev han kurator för runinskrifter på arkeologiska sektionen vid Kulturhistorisk museum i Oslo. Han är tillsammans med Henrik Williams redaktör för tidskriften Futhark.